# Семенково (Комьянское муниципальное образование)
Семенково — деревня в Грязовецком районе Вологодской области.
Входит в состав Комьянского муниципального образования, с точки зрения административно-территориального деления — в Комьянский сельсовет.
Расстояние по автодороге до районного центра Грязовца — 22,7 км, до центра муниципального образования Хорошево — 7 км. Ближайшие населённые пункты — Брагино, Аннинское, Тимонино, Андрейково, Арефино.
По переписи 2002 года население — 8 человек.